# All Belgian Recycling
All Belgian Recycling (ABR) is een Belgisch bedrijf dat zich specialiseert in de recyclage van bouwafval en steenpuin. Daarnaast biedt ABR ook diensten aan zoals afbraakwerken, grondwerken, saneringen, snelle interventies en containerverhuur. 
Het bedrijf is gevestigd in Grimbergen tussen het natuurreservaat Domein van Borcht en het Zeekanaal Brussel-Schelde. ABR werd opgericht in 1988 door Sven De Meuter en telde 65 werknemers in 2023.
In 2005 werd het recyclagecentrum ABR opgenomen in de groep De Meuter, die in 1977 werd opgericht door Gaston en André De Meuter.